# Lista de Mensans
A lista de Mensans contém membros notáveis da Mensa Internacional, uma Sociedade de Alto QI, tanto atuais quanto do passado.

## A
- Adam Osborne – Designer de computadores, editor de software e criador do Osborne 1[1]
- Adrian Cronauer – Real inspiração para o filme Bom dia, Vietnã[2]
- Alan McFarland – Ex-político do Reino Unido[3]
- Alan Rachins – Ator em L. A. Law e Dharma & Greg[2][4]
- Alberto Dell'Isola – Escritor brasileiro de três best-sellers: Mentes Brilhantes, Mentes Fantásticas e Mentes Geniais; professor, graduado em Psicologia (UFMG), mestre em Filosofia do direito (UFMG), hipnotista e campeão brasileiro e recordista sul-americano de memorização[5][6]
- Alexander Crutchfield – Empresário norte-americano e financista, fundador do Oasis Partners[4]
- Alexander Shulgin – Químico medicinal, bioquímico, e redescobridor do MDMA (ecstasy)[7]
- Alexey Dodsworth – Escritor brasileiro de ficção científica e fantasia[8][9]
- Alfred George Hinds – Criminoso britânico especialista em fugas que eventualmente utilizou seu conhecimento legal para obter absolvição completa[10]
- Andrzej Majewski – Aforista, escritor, colunista e fotógrafo[11]
- Antonella Gambotto-Burke – Escritora e jornalista australiana[12]
- Ashley Rickards – Atriz em Awkward e American Horror Story[13]
- Asia Carrera – Ex-atriz pornográfica[4]
- Axel Braun – Diretor de filmes e paródias pornográficas[14]

## B
- Barry Nolan – Co-âncora do "Hard Copy", programa de tablóides sindicalizados da TV americana[2]
- Ben Best – Ex-presidente da Cryonics Institute[15]
- Bernie LaBarge – Músico e compositor canadense[16]
- Bobby Czyz – Pugilista, bicampeão da Associação Mundial de Boxe[2]
- Brendan O'Carroll – Comediante irlandês[17]
- Brian J. Ford – Biólogo britânico, participante e apresentador de programas de rádio e televisão[18][19]
- Buckminster Fuller – Designer, arquiteto, poeta, autor, inventor e segundo presidente da Mensa International[20]

## C
- Charles Berlitz – Escritor, linguista, poliglota, arqueólogo e mergulhador estadunidense; autor de As Línguas do Mundo e O Triângulo das Bermudas, dentre outros.
- Charles Ingram – Romancista e participante de game-shows[21]
- Cícero Moraes Designer 3D brasileiro, especialista em modelagem e reconstruções faciais forenses. [22]
- CJ de Mooi – Jogador profissional de xadrez, participante e ganhador de programas de auditório e ex-integrante do programa de televisão Egghead da BBC[23]
- Clive Sinclair – Inventor da calculadora de bolso Sinclair Executive, fundador da Sinclair Research, presidente da Mensa Britânica de 1980 a 1997[24]
- Cyril Burt – Psicólogo educacional, desenvolvedor do fator de análise de testes psicológicos[10]

## D
- David Warburton – Político, compositor e empresário[25]
- Derek Keith Barbosa – Rapper (sob o pseudônimo de Chino XL)[26]
- Donald Petersen – Ex-CEO da Ford Motor Company[2]

## E
- Eduardo L'Hotellier – Empresário brasileiro, fundador e CEO da GetNinjas[27]
- Eileen Rosa Busby – Especialista em antiguidades[28]
- Ellen Morphonios – Juíza de Direito norte-americana do estado da Flórida, EUA[2]
- Ellen Muth – Atriz em Dolores Claiborne e Dead Like Me[29]
- Erik Kuselias – Locutor e apresentador da ESPN [30]
- Evangelos Katsioulis – Psiquiatra grego, supostamente portador de um QI da raridade de um em 1 billhão de habitantes[31][32]

## F
- Francisco José Espínola – Engenheiro brasileiro, conhecido por ser o "melhor comentarista" de notícias do Brasil[33]

## G
- Gareth Penn – Autor e detetive particular norte-americano, famoso por escrever sobre o Assassino do Zodíaco[34]
- Geena Davis – Atriz, ganhadora do prêmio Oscar[2]
- Glenne Headly – Atriz indicada ao Emmy [1]
- Gustavo Maysonnave Franck – Campeão brasileiro e sul-americano de cubo mágico 6x6x6 e 7x7x7[35]

## H
- Henry Milligan – Boxeador e estudioso norte-americano, campeão nacional amador dos pesos-pesados de 1983 nos EUA[2]

## I
- Isaac Asimov – Prolífico autor de livros de ficção científica, ex-vice-presidente da Mensa International[36]

## J
- Jack Cohen – Biólogo reprodutivo e escritor popular de ciência[37]
- Jacques Bergier – Engenheiro químico, membro da resistência francesa, espião, escritor e jornalista[38]
- Jean Auel – Autor do livro O Clã da Caverna do Urso[2][4]
- Jeremy Hanley – Político britânico, ex-presidente do Partido Conservador do Reino Unido[39]
- Jimmy Savile – DJ inglês, celebridade de televisão/rádio e criminoso sexual em série[40][41]
- John McAfee – Programador e fundador da McAfee, Inc., uma das primeiras pessoas a produzir um software antivírus[42]
- Jorge Alberto Araújo – Juiz do Trabalho no Tribunal Regional do Trabalho da 4ª Região - Rio Grande do Sul[43]
- Joyce Carol Oates – Autora de A Filha do Coveiro[44]
- Julie Peterson – Playboy Playmate do Mês de fevereiro de 1987[45]

## K
- Kara Hayward – Atriz, atuou em 2012 no filme Moonrise Kingdom[46]
- Katariina Souri – Escritora finlandesa, cantora e Playboy Playmate do Mês de dezembro de 1988[4]
- Kym Jackson – Atriz australiana, conhecida por seus papéis nas longas-metragens As Bonecas das Preocupações, Deu a Louca nos Nazis, Redline: Velocidade sem Limites e O Acordo, e nos programas de TV Criminal Minds e NCIS: Los Angeles da CBS[47]

## L
- Lancelot Ware – Advogado, bioquímico e co-fundador da Mensa[48]
- Laura Shields – Modelo e atriz britânica, representou o Reino Unido no Miss International de 2004[37]
- Leslie Charteris – Escritor e autor de O Santo, romances com o protagonista Simon Templar[49]
- Lucas di Grassi – Piloto automobilístico brasileiro[50]
- Lucy Irvine – Escritora e aventureira britânica, autora do livro Castaway[10]

## M
- Madsen Pirie – Filósofo e economista; fundador e atual presidente do Instituto Adam Smith, um think tank do Reino Unido que está em operação desde 1978.[51]
- Marcelo Abrileri – Empresário brasileiro voltado à área de Tecnologia da Informação e Internet; foi fundador de um dos primeiros provedores de acesso à Internet no Brasil, a Alphanet, em 1995 [52]
- Margot Seitelman – A primeira diretora da Mensa Americana[53]
- Markus Persson – Criador e desenvolvedor de Minecraft[54]
- Martin Cooper – Considerado o inventor do telefone celular[4]
- Michael Muhney – Ator em Veronica Mars e O Jovem e Inquieto[55][56]
- Mike Carona – Ex-xerife do Condado de Orange, Califórnia[4]
- Myles Jeffrey – Ator no programa Early Edition[4]

## N
- Nelson DeMille – Escritor norte-americano de romances de suspense[4]
- Nicky Piper – Boxeador britânico[57]
- Nolan Gould – Ator norte-americano do seriado Modern Family [58]
- Norman Schwarzkopf, Jr. – General aposentado do Exército americano, planejador da Operação Tempestade no Deserto[59]

## P
- Per Nilsson – Sueco virtuoso da guitarra, compositor, produtor e co-fundador da banda Scar Symmetry[60]
- Pierluigi Piazzi – Escritor e professor ítalo-brasileiro, fundador da Editora Aleph e autor do dicionário português-klingon[61][62][63]

## R
- Ranan Lurie – Cartunista, político e jornalista israelense-americano; associado sênior do CSIS (Centro de Estudos Estratégicos e Internacionais) desde 1990; membro da Associação de Correspondentes das Nações Unidas, fundador e editor-chefe da Cartoonews[4]
- Regan Mizrahi – Ator mirim, premiado por sua voz no personagem Botas em Dora the Explorer[64]
- Richard Bolles – Autor do livro De Que Cor É o Seu Pára-Quedas?, que em determinado momento esteve na lista de best-sellers do The New York Times por 228 semanas[2]
- Richard Lederer – Autor de livros sobre jogo de palavra[65]
- Rodrigo Lopes Sauaia – Co-fundador e presidente executivo da Associação Brasileira de Energia Solar Fotovoltaica - ABSOLAR; consultor estratégico para a área de energia solar fotovoltaica junto ao Greenpeace Brasil [66]
- Roger Moreira – Músico brasileiro, membro do Ultraje a Rigor[63]
- Roger Zelazny – Poeta e escritor de contos e romances de fantasia e ficção científica norte-americano, mais conhecido por As Crônicas de Âmbar[67]
- Roland Berrill – Advogado, empresário e co-fundador da Mensa[2]
- Radoslav Rochallyi[2]
- Rolf Gindorf – Sexólogo alemão e ativista LGBT[68]

## S
- Scott Adams – Cartunista, criador do Dilbert, ex-membro[69][70]
- Scott Levy – Lutador profissional[71]
- Scott Sonnon – Palestrante e preparador físico de celebridades[72]
- Simon Ambrose – Vencedor da versão britânica do programa televisivo Aprendiz [73]

## T
- T. Casey Brennan – Cartunista norte-americano [74]
- Theodore Bikel – Ator, músico, compositor, ativista e cantor de folk austro-americano, de origem judaica[20]

## U
- Uroš Petrović – Escritor sérvio, presidente da Mensa na Sérvia[75]

## V
- Viacheslav Dinerchtein – Violista proeminente bielorrusso[76]
- Victor Serebriakoff – Escritor britânico de origem russa, ex-presidente da Mensa International[77]

## Y
- Yank Azman – Ator e especialista em antiguidades canadense[78]